# Sleeping with the Past
Sleeping with the Past (en español: «Durmiendo con el pasado») es el título del 22°. álbum de estudio grabado y  realizado por el cantautor y músico inglés Elton John. Fue lanzado al mercado por las empresas discográficas The Rocket Record Company en el Reino Unido y MCA Records en los Estados Unidos el 29 de agosto de 1989, El álbum fue producido por Chris Thomas.
El álbum fue grabado entre noviembre de 1988 y marzo de 1989 en los estudios Puk de Randers, Dinamarca, y fue lanzado al mercado por The Rocket Record Company el 29 de agosto del mismo año. Fue su álbum mejor vendido en Dinamarca, y está dedicado a Bernie Taupin (a pesar de que el mismo Taupin colabora en la composición); el éxito del disco fue su segundo sencillo, "Sacrifice".
John y Taupin reflejan el estilo de las canciones de artistas del soul y rhythm & blues de la década de los 60's tales como Marvin Gaye, Otis Redding, y Sam Cooke, a quienes ellos admiraban, el álbum, que alcanzó el puesto número 1 en el Reino Unido, marcó su primera certificación platino desde A Single Man de 1978.

## Historia
Con una creatividad renovada después de Reg Strikes Back de 1988, Elton John y Bernie Taupin buscaron crear un álbum cohesivo que hubiera mantenido un tema consistente. Inspirados por el éxito del álbum An Innocent Man de Billy Joel de 1983, decidieron rendir un tributo similar al sonido R&B de las décadas de 1960 y 1970 que los inspiró cuando eran jóvenes. Taupin escuchaba canciones soul de los años 60 y usaba esas canciones del pasado para inspirar nuevas letras para su álbum. Luego escribiría qué artistas o canciones lo influenciaron. Luego, John usaría la guía de Taupin para escribir una canción soul que a veces se alejaba de la fuente original de inspiración. Muchas de las canciones tienen una influencia algo clara, mientras que otras contienen una mezcla de varias influencias del soul.
Sleeping with the Past es el segundo de los álbumes de John en el que toca un piano digital Roland RD-1000 en lugar de su piano de cola acústico habitual. El instrumento se acredita directamente en las notas de la carátula del álbum, y John lo usó en apariciones promocionales asociadas con el álbum y la gira posterior. Davey Johnstone es el único miembro de la banda "clásica" de John que aparece en el álbum; Dee Murray y Nigel Olsson son ausencias notables. El teclista Guy Babylon hace su primera aparición en un álbum de Elton John y también se unió a su banda de gira al mismo tiempo.
Meses después de la finalización del álbum, John atribuyó su éxito creativo a la certeza de que algunos capítulos desagradables de su vida, como su batalla con The Sun, estaban llegando a su fin. En 1989 dijo: "Este es el primer álbum que hice en el que no tenía ninguna presión sobre mí ... Cuando lo comencé, sabía que mi vida personal se resolvería". Algunos años después dijo: "Estaba sobrio cuando grabé Sleeping with the Past - just". pero eso cambió poco después: "Me descarrilé cuando hice la gira después". Durante la primera semana de la gira, se derrumbó en el escenario.
El álbum fue lanzado al final de la gira estadounidense de John en 1989 con poco apoyo de MCA Records. John canceló giras y entrevistas. En New Haven, Connecticut, el 18 de octubre de 1989, se apresuró durante su actuación y rara vez hablaba con la audiencia. A la mitad de su concierto, anunció que no interpretaría material del nuevo álbum porque MCA no lo estaba promocionando.
Además de "Sacrifice", "Healing Hands" y "Club at the End of the Street", que fueron sencillos tanto en el Reino Unido como en EE. UU, las canciones "Whispers" y "Blue Avenue" se lanzaron como sencillos en partes de Europa. "Whispers" alcanzó el número 11 en Francia, mientras que "Blue Avenue" logró llegar al Top 75 en los Países Bajos. "Blue Avenue" describe su matrimonio fallido con Renate Blauel.
La canción descartada "Love Is a Cannibal" apareció en la película de 1989, Ghostbusters II.
Wynonna Judd grabó una versión de música country contemporánea de "Stone's Throw from Hurtin", que apareció en la película de 1992, Leap of Faith, protagonizada por Steve Martin.

## Recepción
Sleeping with the Past recibió críticas tibias cuando se lanzó el álbum en 1989. Después de alcanzar el puesto número 6 en octubre de 1989 en la lista de álbumes del Reino Unido, el relanzamiento de "Sacrifice" como doble cara A con "Healing Hands" en junio de1990, y el ascenso de ese sencillo al puesto número 1, Sleeping with the Past fue impulsado nuevamente al puesto número 1 en la lista de álbumes del Reino Unido poco después.
El álbum se convirtió en su álbum de estudio más vendido en el Reino Unido, fue certificado Platino x3 y generó su primer éxito como solista # 1 en su país de origen.

## Lista de canciones
| Lado A |                                 |          |  |
| N.º    | Título                          | Duración |  |
| 1.     | «Durban Deep»                   | 5:53     |  |
| 2.     | «Healing Hands»                 | 4:23     |  |
| 3.     | «Whispers»                      | 5:28     |  |
| 4.     | «Club at the End of the Street» | 4:49     |  |
| 5.     | «Sleeping with the Past»        | 4:58     |  |

| Lado B |                             |          |  |
| N.º    | Título                      | Duración |  |
| 1.     | «Stone's Throw from Hurtin» | 4:55     |  |
| 2.     | «Sacrifice»                 | 5:07     |  |
| 3.     | «I Never Knew Her Name»     | 3:31     |  |
| 4.     | «Amazes Me»                 | 4:39     |  |
| 5.     | «Blue Avenue»               | 4:21     |  |
| 47:43  |                             |          |  |

- Los lados uno y dos se combinaron como pistas 1 a 10 en reediciones de CD.

| Bonus tracks (reedición de 1998 de Polygram International) |                           |          |  |
| N.º                                                        | Título                    | Duración |  |
| 1.                                                         | «Dancing in the End Zone» | 3:53     |  |
| 2.                                                         | «Love Is a Cannibal»      | 3:52     |  |
| 55:28                                                      |                           |          |  |

## Certificaciones
| Región                                                                             | Certificado | Unidades/ventas |
| ---------------------------------------------------------------------------------- | ----------- | --------------- |
| Australian Recording Industry Association                                          | Platino x4  | 280.000         |
| International Federation of the Phonographic Industry                              | Oro         | 25.000          |
| Belgian Entertainment Association                                                  | Oro         | 25.000          |
| Pro-Música Brasil                                                                  | Oro         | 100.000         |
| Music Canada                                                                       | Platino x2  | 200.000         |
| Syndicat National de l'Édition Phonographique                                      | Platino     | 700.000         |
| Bundesverband Musikindustrie                                                       | Oro         | 250.000         |
| Federazione Industria Musicale Italiana                                            | Platino x2  | 370.000         |
| Japón                                                                              |             | 112.900         |
| Nederlandse Vereniging van Producenten en Importeurs van beeld - en geluidsdragers | Oro         | 50.000          |
| Recorded Music NZ                                                                  | Platino x2  | 30.000          |
| Productores de Música de España                                                    | Platino     | 100.000         |
| International Federation of the Phonographic Industry                              | Platino x2  | 100.000         |
| British Phonographic Industry                                                      | Platino x3  | 1.000.000       |
| Recording Industry Association of America                                          | Platino     | 1.000.000       |